# Новиков, Андрей Александрович
Андрей Александрович Новиков (26 мая 1968 — 9 мая 2010) — советский и российский футболист, защитник.

## Биография
Воспитанник брянской ДЮСШ «Десна». В 1985 году начал выступать на взрослом уровне в составе брянского «Динамо», за следующие 7 лет провёл в составе клуба более 200 матчей во второй лиге. В первом сезоне чемпионата России выступал в первой лиге за АПК (Азов).
В середине 1992 года вместе с группой игроков из Брянска перешёл в белорусский клуб «Ведрич» (Речица). Автором своего первого гола в высшей лиге Белоруссии стал 1 июня 1993 года в матче против «Обувщика». В следующем сезоне играл за другой клуб высшей лиги, «Молодечно». Всего в чемпионатах Белоруссии сыграл 45 матчей и забил 3 гола.
После возвращения в Россию выступал на профессиональном уровне за «Источник» (Ростов-на-Дону), «Динамо» (Брянск) и «Локомотив» (Елец). В составе брянского «Динамо» сыграл в общей сложности более 250 матчей в первенствах СССР и России. В 30-летнем возрасте завершил профессиональную карьеру.
Около 10 лет играл на любительском уровне за команды Брянской области. В команде «Цемент» (Фокино) был играющим тренером.
Скончался 9 мая 2010 года на 42-м году жизни.